# 福岡県立筑紫中央高等学校
福岡県立筑紫中央高等学校（ふくおかけんりつちくしちゅうおうこうとうがっこう）は、福岡県大野城市中央二丁目に位置する公立高等学校。

## 概要
1917年に設立された伝統ある学校で、全日制の課程と定時制の課程に、普通科を設置している。
略称は筑中（ちくちゅう）または中央。福岡市内から通学している生徒からは前者、また大野城市など地元筑紫地区から通学している生徒からは後者で呼ばれることが多い。「筑中」は福岡市内の県立福岡中央高校（福中）や筑紫丘高校と区別するため、「中央」は県立筑紫高校、太宰府市内の私立筑紫台高校、筑紫野市内の市立筑紫野中学校と区別するためである。
俳優の武田鉄矢(名誉学位・称号は名誉学士（福岡教育大学）。名誉漢字教育士（立命館大学）。長崎市亀山社中記念館名誉館長。)の出身校としても知られる。武田は創立70周年、創立100周年記念講演会で、同校生徒に講演を行った。
地元の福岡大学や西南学院大学などの私立大学へ多くの合格者を輩出する一方、国公立大学への進学も毎年増加し、平成24年度には過去最多の65名が現役合格した。
令和3年4月現在、全日制では男子474名(40%)、女子705名(60%)、計1179名が在籍している。女子の在籍人数が多く、女子のみで編成されるクラスができる時もあるが、女子の理系離れなどで男子クラスができる事もある。一時期は1学年14学級になるほどのマンモス校であったが、現在は全クラス最大40名の10学級となっている。

## 沿革

### 年表
- 1917年（大正6年）2月1日 - 大野・那珂・曰佐・春日の四ヶ村学校組合を組織し、元教員養成所を充当し、筑紫実業女学校を設置、同年4月6日開校。
- 1920年（大正9年）4月1日 - 筑紫郡立筑紫実業女学校となる。
- 1923年（大正12年）4月 - 県営移管、福岡県立筑紫実業女学校と改称。
- 1928年（昭和3年）4月1日 - 福岡県立筑紫高等女学校と改称。
- 1948年（昭和23年）4月 - 学制改革により福岡県立筑紫女子高等学校となる。定時制普通科設置。
- 1948年（昭和23年）10月 - 創立30周年祝賀式挙行。
- 1949年（昭和24年）4月 - 男女共学となる。
- 1949年（昭和24年）8月31日 - 福岡県立筑紫中央高等学校と改称。
- 1949年（昭和24年）9月1日 - 校訓、校歌、校章制定。
- 1953年（昭和28年）4月1日 - 水産課程を設置。
- 1953年（昭和28年）7月20日 - 水産課程を福岡市西中洲に移転。
- 1954年（昭和29年）4月1日 - 水産課程を福岡県立水産高等学校として分離。
- 1955年（昭和30年）4月 - 新校舎に移転。
- 1967年（昭和42年）5月6日 - 創立50周年、体育館落成祝賀式挙行。
- 1970年（昭和45年）3月29日 - 第42回選抜高等学校野球大会出場。
- 1976年（昭和51年）6月 - 同窓会館落成式。
- 1979年（昭和54年）5月6日 - 創立60周年、防音校舎落成記念式典挙行。
- 1987年（昭和62年）10月17日 - 創立70周年記念式典挙行。
- 1988年（昭和63年）3月29日 - 弓道場落成式。
- 1989年（平成元年）11月 - 進路指導室竣工。
- 1991年（平成3年）3月 - LL教室竣工。
- 1992年（平成4年） - 女子制服改定。
- 1997年（平成9年）10月4日 - 創立80周年記念式典挙行。
- 1998年（平成10年）3月19日 - 新図書館竣工。
- 2002年（平成14年） - 女子夏用制服改定。
- 2002年（平成14年） - テニスコート改修工事竣工。
- 2004年（平成16年）5月31日 - 教室空調設備竣工。
- 2004年（平成16年）10月19日 - 体育館大規模改造工事竣工。
- 2007年（平成19年）5月 - 普通教室棟耐震補強工事竣工。
- 2007年（平成19年）8月 - 旧図書館解体工事完了。
- 2007年（平成19年）10月31日 - 新駐車場完成（旧図書館跡地整備）。
- 2007年（平成19年）11月10日 - 創立90周年記念式典挙行。
- 2013年（平成25年）2月 - 特別教室棟耐震補強工事竣工。
- 2021年（令和3年）12月1日 - 校舎(教室棟・体育館)新築建て替え工事が開始

## 教育方針

### 校訓
至誠 自立 識見
（思いやりの心を持ち、自らの判断で行動できる社会人・国際人になる）

### 校歌
- 作詞: 後藤満智子
- 作曲: 森脇憲三

### 応援歌
応援歌
撰: 生徒会
曲: 池田国雄
炎のごとく
作詞: 内田一治・平田炎
作曲: 池田嘉彦
燃ゆる闘魂
作詞: 木原昭三
作曲: 池田嘉彦
勝利の歌
作詞: 各務章
作曲: 池田嘉彦

### 校章
太宰府ゆかりの梅香を「中央」の文字で図案化し、その中心に「高」を配置したもの。1949年（昭和24年）9月に校章を生徒より募集し、図画は伊勢幸平が手がけた。

## 全日制

### 教育課程
募集時にはコースは分かれず、1年次は全員共通の教科を履修するが、2年次から各々の進路に合わせて文Iコース（私立文系型）、文IIコース（国立文系型）、理系コースの3コースに分かれる。3年次で理系は私立理系型・国立理系型に分かれる。
60回生（平成17年度入学生）では、試験的に文IIコースを従来の2クラスから4クラスに増やし、3年次でそれを更に文I系、文II系、看護・栄養系学科進学系に分けて生徒の進学先に合ったコース選択をできるようにしている。また61回生では、看護・栄養系を希望する生徒は理系コースを選択することになっており、文I4クラス・文II2クラス・理系3クラスになっている。
進路指導部の目標は「生徒ひとり一人の進路希望を実現させる。」コース選択後の文転・理転は基本的に認められてない。

### 学校行事
平成16年度まで、宰都祭（文化祭）・体育祭・予餞会の三大行事だったが、翌年17年度から予餞会が無くなり、宰都祭・体育祭の二大行事となっている。また、令和3年度より、熱中症対策と3年生の受験勉強の期間を確保する目的から、宰都祭と体育祭が入れ替わった。

#### 年間行事
- 4月
  - 始業式
  - 入学式
  - 自立と共同を学ぶ体験学習（1年）
  - 新入生歓迎オリエンテーション
- 5月
  - 前期生徒総会
  - 開校記念日
  - 中間考査
- 6月
  - 体育祭
  - 期末考査
- 7月
  - 生徒会立会演説会・三役改選
  - 夏季クラスマッチ
  - 終業式
  - 前期サマースクール（夏休み課外）
  - 三者面談
- 8月
  - サマーセミナー（1年）（平成16年度まで3泊4日の勉強合宿であったが、冷暖房完備になったため3日間学校での長時間自主学習となり、後にサマースクールと統合された）
  - 後期サマースクール
  - 始業式
- 9月
  - 宰都祭(文化祭)
  - 中間考査
- 10月
  - 新生徒会始動
  - 臨場研修（1、2年）(終了)
  - 大宰府研修（1年）
  - 中学生体験入学
- 11月
  - 防災訓練
  - 期末考査
- 12月
  - 終業式
  - 前期ウインタースクール
  - 三者面談
- 1月
  - 後期ウインタースクール
  - 始業式
  - 大学入試センター試験・自己採点（3年）
  - 修学旅行（2年）
- 2月
  - 3年生自宅学習期間（週１日程登校）
  - マラソン大会
  - 寒稽古（1年）(終了)
  - 学年末考査
- 3月
  - 卒業式
  - 公立高校入試
  - 百人一首大会(終了)
  - 春季クラスマッチ
  - 終業式
  - スプリングスクール(終了)

#### 宰都祭
文化祭。宰都とは、かつての九州の都・大宰府からきているとみられる。毎年6月上旬に開催。準備期間が中間考査と重なる。かつて1回だけ10月に開催された年度があるが、その翌年からまた例年通りの6月開催に戻っており、以来ずっと6月開催である。

#### 体育祭
赤・青・黄・白・緑・紫の6ブロック制であったが、その後赤・青・黄・白の4ブロック制となり、平成18年度より赤・青・黄の3ブロック制となっていた。令和3年度、新型コロナウイルスによる感染対策により、1ブロックの人数を分散させる目的で、17年ぶりに白ブロックが復活した。

#### 予餞会
予餞会とは3年生を送る会のことで、毎年3学期に行われていた。吹奏楽部・ダンス部・演劇部・有志による演技や、予餞会実行委員が、3年生が1、2年だったころに携わりながらも離任してしまった教師にビデオテープを郵送しビデオレターを依頼して、編集したものを上映したりと3年生を励ます数々の工夫を行ってきたが、一般公募の実行委員が毎年ゼロに近いこと（生徒会執行部が事実上の実行委員だった）、大学入試センター試験の日程変更により3年生の入試対策のため予餞会が日程に支障を来すこと、学年末考査と予餞会準備期間が重なり生徒の考査への対策に支障が出ること等の理由により平成17年度より開催を中止している。

### 生徒会活動・部活動など
水泳部は14年連続インターハイ出場。野球部は、1970年に第42回選抜高等学校野球大会に出場したことがある。
- 運動部 - 柔道・剣道・陸上・水泳・野球・ソフトボール・ソフトテニス・卓球・バレーボール・バスケットボール・ハンドボール・ラグビー・サッカー・弓道・バドミントン・ダンス
- 文化部 - 美術・書道・文芸・ホームメイキング(クッキングと手芸が合併)・科学・写真・放送・茶道・吹奏楽・英語研究・漫画研究・軽音楽部・コンピュータ(定時制のみ)・児童文化研究(終了)
- 同好会 - ボランティア・歴史研究・百人一首

## 定時制
各学年1学級、修業年限3年または4年。

## 通学区
全日制は福岡県第五学区に属し、以下の各地域が学区となる。
- 福岡市のうち以下の区域
  - 中央区のうち平尾・春吉・高宮中学校の校区
  - 博多区のうち席田・東光・住吉・東住吉・三筑・那珂・板付中学校の校区
  - 南区（ただし、長丘中学校の校区に関しては、長丘二丁目1番～12番・15番～21番・平和四丁目の各地域のみ）
- 春日市
- 大野城市
- 筑紫野市
- 太宰府市
- 那珂川市
- 朝倉郡筑前町のうち夜須中学校の校区（第五学区外だが本校の通学区となっている）

定時制は福岡県内全域が通学区となる。

## 通学手段など
- 生徒の主な通学手段
  - 自転車
  - 鉄道: 西鉄天神大牟田線（西鉄下大利駅より徒歩約5分）、JR鹿児島本線（大野城駅より徒歩約10分）
  - バス: 西鉄バス（下大利一丁目バス停より徒歩約5分）

## 出身著名人
- 池田沙絵美 - モデル（転校）
- 糸永有希 - RKKアナウンサー
- 岡部文雄 - 元海上幕僚長
- 木原さとみ - 元東京パフォーマンスドールメンバー（転校）
- 生野陽子 - フジテレビアナウンサー
- 立川生志 - 落語家
- 武田鉄矢 - 歌手（海援隊）、俳優
- 徳永玲子 - タレント
- 奈緒 - 女優、元モデル
- 中牟田俊男 - ギタリスト（海援隊）
- ばってん×ぶらぶら - プロレスラー、タレント
- 平川舞弥 - タレント・女優、元グラビアアイドル
- ブルーリバー - 芸人
- 武藤昭平 - ドラマー、ボーカリスト。ジャズパンクバンド 勝手にしやがれのリーダー
- 柳家福多楼 - 落語家